# 36. BAFTA-gála
A 36. BAFTA-gálát 1983-ban tartották, melynek keretében a Brit film- és televíziós akadémia az 1982. év legjobb filmjeit és alkotóit díjazta.

## Díjazottak és jelöltek
(a díjazottak félkövérrel vannak jelölve)

### Legjobb film
Gandhi
- E. T., a földönkívüli
- Eltűntnek nyilvánítva
- Az aranytó

### Legjobb idegen nyelvű film
Krisztus megállt Ebolinál (Cristo si è fermato a Eboli) • Franciaország/Olaszország
- A tengeralattjáró (Das Boot) • Nyugat-Németország
- Díva (Diva) • Franciaország
- Fitzcarraldo • Peru/Nyugat-Németország

### David Lean-díj a legjobb rendezésért
Richard Attenborough - Gandhi
- Steven Spielberg - E. T., a földönkívüli
- Costa-Gavras - Eltűntnek nyilvánítva
- Mark Rydell - Az aranytó

### Legjobb elsőfilmes
Ben Kingsley - Gandhi
- Drew Barrymore - E. T., a földönkívüli
- Henry Thomas - E. T., a földönkívüli
- Kathleen Turner - A test melege

### Legjobb főszereplő
Ben Kingsley - Gandhi
- Jack Lemmon - Eltűntnek nyilvánítva
- Henry Fonda - Az aranytó
- Warren Beatty - Vörösök
- Albert Finney - Válás előtt

### Legjobb női főszereplő
Katharine Hepburn - Az aranytó
- Jennifer Kendal - 36 Chowringhee Lane
- Sissy Spacek - Eltűntnek nyilvánítva
- Diane Keaton - Vörösök

### Legjobb férfi mellékszereplő
Jack Nicholson - Vörösök
- Edward Fox - Gandhi
- Roshan Seth - Gandhi
- Frank Finlay - A katona hazatér

### Legjobb női mellékszereplő
Rohini Hattangadi - Gandhi

 Maureen Stapleton - Vörösök
- Candice Bergen - Gandhi
- Jane Fonda - Az aranytó

### Legjobb forgatókönyv
Eltűntnek nyilvánítva - Costa-Gavras, Donald E. Stewart
- E. T., a földönkívüli - Melissa Mathison
- Gandhi - John Briley
- Az aranytó - Ernest Thompson

### Legjobb operatőri munka
Szárnyas fejvadász
- E. T., a földönkívüli
- Gandhi
- Vörösök

### Legjobb jelmez
Szárnyas fejvadász
- Gandhi
- Vörösök
- A rajzoló szerződése

### Legjobb vágás
Eltűntnek nyilvánítva
- Szárnyas fejvadász
- E. T., a földönkívüli
- Gandhi

### Legjobb smink
A tűz háborúja
- Szárnyas fejvadász
- E. T., a földönkívüli
- Gandhi

### Anthony Asquith-díj a legjobb filmzenének
E. T., a földönkívüli - John Williams
- Szárnyas fejvadász - Vangelis
- Gandhi - George Fenton, Ravi Shankar
- Eltűntnek nyilvánítva - Vangelis

### Legjobb díszlet
Szárnyas fejvadász
- E. T., a földönkívüli
- Gandhi
- Vörösök

### Legjobb hang
Pink Floyd: A fal
- Szárnyas fejvadász
- E. T., a földönkívüli
- Gandhi

### Legjobb vizuális effektek
Poltergeist – Kopogó szellem
- Szárnyas fejvadász
- E. T., a földönkívüli
- Tron, avagy a számítógép lázadása

### Legjobb animációs rövidfilm
Dreamland Express
- Some of Your Bits Ain't Nice
- Sound Collector

### Legjobb rövidfilm
The Privilege
- Rating Notman
- The Rocking Horse Winner
- A Shocking Accident

### Robert Flaherty-díj a legjobb dokumentumfilmnek
Burden of Dreams
- The Atomic Café
- Not a Love Story
- The Weavers: Wasn't That a Time

### Kiemelkedő brit hozzájárulás a mozifilmekhez
Arthur Wooster

### Akadémiai tagság
Richard Attenborough